# Titicacadopping
Titicacadopping (Rollandia microptera) är en starkt utrotningshotad flygoförmögen fågel i familjen doppingar.  Den förekommer enbart i en enda sjö i Sydamerika.

## Utseende
Titicacadoppingen är en distinkt fågel med brunsvart ovansida och vitt på hake, strupe och framhals. Den är rödbrun på nacke och bröst. Näbben är gul. Utanför häckningstid är den blekare i färgerna och saknar tofs. Ungfåglar är gråare, med strimmigt huvud och vitt även på bröstet.

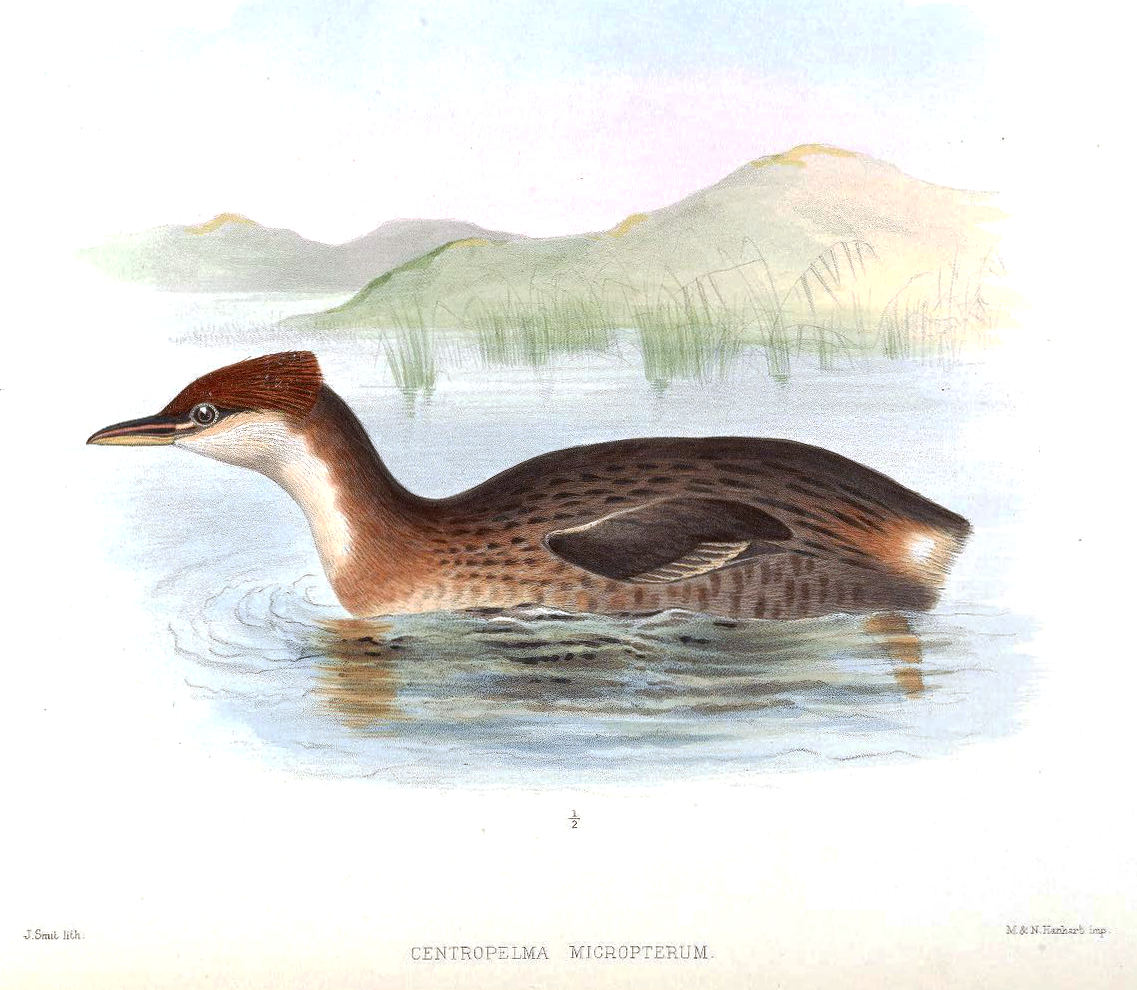

## Läte
Vanligaste lätet är ett "gyak", inte olikt kajans.

## Utbredning och systematik
Titicacadopping förekommer som namnet antyder enbart i området kring Titicacasjön i Anderna mellan södra Peru och västra Bolivia, från sjöarna Arapa och Umayo i sydöstra Peru, genom Titicacasjön in i angränsande Bolivia, samt vidare utmed floden Desaguadero till sjöarna Uru-uru and Poopó.
Arten är nära släkt med vittofsad dopping (Rollandia rolland). Den behandlas som monotypisk, det vill säga att den inte delas in i några underarter.

## Levnadssätt
Titicacadoppingen häckar i vida våtmarker med framför allt sävarten Schoenoplectus californicus där det finns tillgång till öppet vatten eller i det öppna bland flytande vattenväxter. Den är en social art, men födosöker oftast ensam, huvudsakligen efter fisk från släktet Orestias som utgör 94% av dess föda. Arten häckar året runt.

## Status
Titicacadoppingen är mycket fåtalig med en världspopulation som uppskattas till cirka endast 600 vuxna individer 2020. Den minskar dessutom kraftigt i antal, från uppskattade bestånd av 2 000–10 000 individer på 1970- och 80-talen och 1600 vuxna individer så sent som 2003.. Internationella naturvårdsunionen IUCN kategoriserar därför arten som starkt hotad och noterar att om denna minskning fortsätter kommer populationen vara så pass liten att arten kan behöva uppgraderas till akut hotad. Det största hotet mot arten är som bifångst i fiskenät.

## Namn
Fågelns vetenskapliga släktesnamn Rollandia hedrar Thomas Pierre Rolland (1776–1847) i franska flottan som med fartygen L’Uranie och La Coquille reste runt jorden 1817–1820 respektive 1822–1825. På svenska har fågeln även kallats kortvingad dopping.